# Fernand Watteeuw
Fernand Watteeuw, né le 28 décembre 1913 à Sainte-Geneviève (Oise) et mort le 31 mars 2003 à Beauvais, est un photographe français,

## Biographie
Fernand Watteeuw est un mécanicien, descendant d’une lignée de fabricants de machines à couper les brosses. Passionné de photographie qu’il pratique en amateur éclairé de 1929 aux années 1990, ses clichés font l’objet de deux publications, Fernand Watteeuw photographe (Archives départementales de l'Oise/Somogy Editions d'art, 2009) et Beauvais et les Beauvaisiens des années 40, édité en 1980 par le GEMOB (Groupe d’étude des monuments et œuvres d’art de l’Oise et du Beauvaisis), réédité en 2004.
Son œuvre photographique est éclectique : il utilise la photographie pour garder une trace de ses centres d'intérêt : archéologie, aviation, ethnologie, histoire locale, botanique, mycologie, entomologie…
Fernand Watteeuw utilise un éventail de techniques photographiques : sténopés, virages couleurs et déformations des perspectives, pigmentations, images colorisées… Son œuvre est un résumé de l’histoire technique de la photographie argentique.

## Œuvre

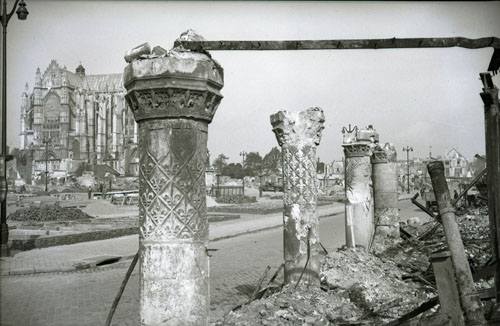
Beauvais. Maison des Trois piliers en ruines.
Septembre 1940.
Archives départementales de l’Oise, 30 Fi 5/76.

À sa mort sans descendance le 31 mars 2003, il laisse un ensemble de près de 40 000 photographies (22 000 clichés et 18 000 tirages), témoins de l’évolution de la société et de notre cadre de vie. Sauvegardés grâce à la conclusion d’un partenariat entre le Conseil départemental de l'Oise, la Ville de Beauvais et le ministère de la culture et de la communication (direction des archives de France), ces documents sont désormais conservés aux Archives départementales de l’Oise. Plusieurs expositions ont été organisées à Beauvais autour des clichés de Fernand Watteeuw à l’automne 2009 et ont donné lieu à la parution de l'ouvrage précité Fernand Watteeuw photographe, aux éditions Somogy.
La collection, aujourd’hui classée et dotée d’un inventaire en ligne est accessible aux chercheurs. Ce site est divisé en deux parties, d’un côté l’inventaire détaillé du fonds, illustré d’un millier de photographies, de l’autre une visite ludique et interactive permettant de mieux connaître l’univers de Fernand Watteeuw.
Le fonds photographique Fernand Watteeuw côtoie aux Archives départementales de l'Oise d'autres collections photographiques : on peut noter en particulier celle de Léon Fenet et les 2 000 plaques de verre de Charles Commessy (1856-1941), photographe du quotidien et des gens ordinaires qui fut l'un des "maîtres" de Fernand Watteeuw. Un ouvrage lui est consacré ("Charles Commessy, photographe, 1856-1941", Archives départementales de l'Oise/Somogy Éditions d'art, 2002).